# تشارلز رايت (عالم)
تشارلز رايت (بالإنجليزية: Charles Wright )‏ (و. 1811 – 1885 م) هو عالم نبات، وأمين مكتبة، وعالم حشرات أمريكي، توفي عن عمر يناهز 74 عاماً.

## التعليم
تعلم في جامعة هارفارد، وجامعة ييل.